# Dmitri Mirimanoff
Dmitri Mirimanoff (rus: Дмитрий Семёнович Мириманов)  (Pereslavl-Zalesski, 13 de setembre de 1861 (Julià) - Ginebra, 5 de gener de 1945) va ser un matemàtic suís d'origen rus.
Mirimanoff va néixer a l'óblast de Iaroslavl (Rússia) en una rica família d'origen armeni. Va estudiar matemàtiques a França i a Itàlia, fins que el 1900 va obtenir el doctorat a la universitat de Ginebra. A partir d'aleshores va fer la seva carrera acadèmica a Suïssa, a les universitats de Ginebra, Friburg i Lausana.
Els treballs científics de Mirimanoff abarquen una seixantena de publicacions en els camps de la teoria de nombres, de la teoria de conjunts i de la probabilitat. D'especial rellevància són els seus treballs sobre teoria de conjunts l'axioma de regularitat (o de fundació), amb els que va introduir la paradoxa que porta el seu nom (1917). També van ser interessants les seves aportacions al problema de les votacions i sobre el darrer teorema de Fermat.